# German Open 1983
Die German Open 1983 im Badminton fanden vom 3. bis zum 6. März 1983 in Duisburg-Rheinhausen statt.

## Sieger und Platzierte
| Disziplin    | Gold                           | Silber                     | Bronze                       |
| ------------ | ------------------------------ | -------------------------- | ---------------------------- |
| Herreneinzel | Misbun Sidek                   | Steen Fladberg             | Jens Peter Nierhoff          |
| Herreneinzel | Misbun Sidek                   | Steen Fladberg             | Rob Ridder                   |
| Dameneinzel  | Nettie Nielsen                 | Kirsten Larsen             | Gillian Clark                |
| Dameneinzel  | Nettie Nielsen                 | Kirsten Larsen             | Karen Beckman                |
| Herrendoppel | Mike Tredgett Martin Dew       | Razif Sidek Jalani Sidek   | Michael Kjeldsen Dan Travers |
| Herrendoppel | Mike Tredgett Martin Dew       | Razif Sidek Jalani Sidek   | Duncan Bridge Nigel Tier     |
| Damendoppel  | Sumiko Kitada Shigemi Kawamura | Karen Chapman Helen Troke  | Toni Whittaker Jane Clarke   |
| Damendoppel  | Sumiko Kitada Shigemi Kawamura | Karen Chapman Helen Troke  | Karen Beckman Barbara Sutton |
| Mixed        | Steen Fladberg Pia Nielsen     | Dipak Tailor Gillian Clark | Rob Ridder Marjan Ridder     |
| Mixed        | Steen Fladberg Pia Nielsen     | Dipak Tailor Gillian Clark | Jesper Helledie Dorte Kjær   |

## Finalresultate
| Disziplin    | Sieger                         | Finalist                   | Ergebnis            |
| ------------ | ------------------------------ | -------------------------- | ------------------- |
| Herreneinzel | Misbun Sidek                   | Steen Fladberg             | 18-13, 15-6         |
| Dameneinzel  | Nettie Nielsen                 | Kirsten Larsen             | 11-12, 11-3, 11-4   |
| Herrendoppel | Mike Tredgett Martin Dew       | Razif Sidek Jalani Sidek   | 8-15, 15-12, 15-8   |
| Damendoppel  | Sumiko Kitada Shigemi Kawamura | Karen Chapman Helen Troke  | 15-10, 15-4         |
| Mixed        | Steen Fladberg Pia Nielsen     | Dipak Tailor Gillian Clark | 11-15, 15-12, 15-11 |